# مدرسه صاحبیه
مدرسه صاحبیه (عربی: المدرسة الصاحبية) مدرسه تاریخی مربوط به قرن سیزدهم میلادی در دمشق، سوریه است.